# Bracon dissolutus
Bracon dissolutus är en stekelart som beskrevs av Papp 1984. Bracon dissolutus ingår i släktet Bracon och familjen bracksteklar. Inga underarter finns listade.